# Sótatindur
Sótatindur är en bergstopp i republiken Island. Den ligger i regionen Austurland, 300 km nordost om huvudstaden Reykjavík. Toppen på Sótatindur är 807 meter över havet.
Trakten runt Sótatindur är nära nog obefolkad, med mindre än två invånare per kvadratkilometer. Det finns inga samhällen i närheten. Trakten runt Sótatindur är ofruktbar med lite eller ingen växtlighet.